# Epinephelus morio
El mero rojo o cherna americana (Epinephelus morio) es una especie de pez actinopterigio perciforme de la familia Serranidae que habita en el oeste del océano Atlántico.

## Descripción
El mero rojo tiene un cuerpo con una longitud estándar que es de 2,6 a 3 veces más larga que profunda. El preopérculo es subangular con las estrías en su ángulo ligeramente agrandadas y el borde superior de la cubierta branquial es recto. La cubierta branquial tiene tres espinas planas, siendo la espina central la más larga. La aleta dorsal contiene 11 espinas y 16-17 radios blandos, mientras que la aleta anal tiene 3 espinas y 8 radios blandos. Las aletas pectorales son más largas que las aletas pélvicas y la aleta caudal está truncada. Son de color marrón rojizo oscuro en la parte superior de la cabeza y el cuerpo, con un tono rosa más pálido en las partes inferiores, están marcados con manchas y manchas más claras en todo el cuerpo y hay márgenes más oscuros en las aletas. Cuando se agravan (son muy territoriales) o participan en actividades de desove, estos peces pueden cambiar muy rápidamente los patrones de coloración, con la cabeza u otras partes del cuerpo volviéndose completamente blancas y las manchas blancas pareciendo más intensas.
Esta especie tiene una longitud máxima de 125 centímetros, aunque se encuentran más comúnmente en longitudes de alrededor de 50 centímetros y un peso máximo publicado de 23 kilogramos.

## Distribución y hábitat
El área de distribución típica del mero rojo son las zonas costeras del océano Atlántico occidental, que se extienden desde el sur de Brasil hasta Carolina del Norte e incluyen el golfo de México y las Bermudas.

## Biología
El mero rojo es una especie demersal, en gran parte sedentaria, que tiene una etapa larvaria pelágica prolongada (~40 días) antes de establecerse en un hábitat costero poco profundo de fondo duro como juvenil. Permanecen en aguas costeras durante 4 a 5 años antes de migrar a un hábitat de fondo duro en alta mar, particularmente en el borde del continente, cuando son adultos. El desove ocurre en alta mar entre enero y junio, alcanzando su punto máximo en mayo. Si bien se alimenta principalmente de invertebrados bentónicos, el mero rojo es un alimentador oportunista en la comunidad del arrecife. La dieta comúnmente incluye cangrejos xántidos y portúnidos, langostas juveniles y camarones, con algún pez ocasional.

## Amenazas y conservación
La Lista Roja de la UICN lo cataloga como especie vulnerable, debido a que el mero rojo es una especie comercialmente importante para la pesca en toda su área de distribución y también es un recurso valioso para la pesca recreativa. Además, la contaminación marina por plásticos y derrames de petróleo ha provocado un gran descenso en la población de esta especie.